# Adolf Bahn
Adolf Bahn (* 7. Juni 1813 in Berlin; † 7. März 1882 in Wiesbaden) war ein deutscher Übersetzer, Schriftsteller und Librettist.
Bahn stand zunächst als Schauspieler auf der Bühne. 1833 debütierte er am Hoftheater Dessau unter Direktor Julius Miller. Danach spielte er den jugendlichen Liebhaber in Altenburg und Coburg, bis er 1838 seine Schauspielerkarriere beendete. Stattdessen wurde er Bühnenschriftsteller und 1848 Inhaber der Bahnschen Buchdruckerei in Berlin.
Bahn schrieb Possen (Eine Ehe auf zwei Stunden 1853, Ha, welch Lust ein Junggesell zu sein! 1855), Lustspiele in einem (Ein Recept für Neuvermählte 1870) und zwei (Die letzte Flitterwoche 1864) Akten sowie „Charakterbilder“ (Mercadet, der Börsen-Speculant 1852, Man sucht einen Erzieher 1870); er übersetzte Operetten von Jacques Offenbach und Fournier und bearbeitete viele französische Dramen für die deutschen Theaterbühnen. Seit Anfang der 1860er Jahre lebte Bahn in Wiesbaden.

## Übersetzungen (Auswahl)
- Ein Ehemann vor der Tür, Un Mari à la Porte französische Operette von Jacques Offenbach
- Die Zaubergeige, auch Martin, der Geiger (Berlin 1860)

## Werke (Auswahl)
- Berlin’s Volks-Kampf, 1848
- Mercadat, Charakterbild in 3 Akten. 1852
- Bühnenspiele für das deutsche Theater (Ein Mann wie viele, Wenn einen der Schuh drückt, Ein seltenes Weib), 1854 bis 1858
- Cabinet particular, oder: Ein Stündchen im Pariser Keller, Felix Bloch Erben, 1855
- Wollenweber und Triesel, 1857
- Komiker und Soubrette. Quodlibet in 1 Akt. 1858
- Mamsell Uebermuth, 1860[4]
- Sein Freund Babolin, Lustspiel in 1 Akt, 1865
- Ein kleiner Dämon, Lustspiel in 3 Akten, 1866
- Eine Partie Piquet, Lustspiel in 1 Akt. 1866
- Flitterwochen! oder: Ein guter Rath für Neuvermählte, Lustspiel, Entsch, 1875